# Матвеева, Светлана Владиславовна
Светла́на Владисла́вовна Матве́ева (род. 4 июля 1969, Фрунзе) — советская и российская шахматистка, международный мастер (2005).
Достигла крупных шахматных успехов в соревнованиях девушек. Чемпионка СССР чемпионаты СССР (1984) — 1-е место; Европы (1986) — 1—2-е с И. Мадл (2-е по дополнительным показателям); мира (1986) — 6—7-е места.
Двукратная чемпионка СССР — 1984 (совместно с А. Ахшарумовой) и 1991. Лучшие результаты в других чемпионатах СССР: 1985 — 3—4-е; 1986 — 4—5-е места.
С 1985 участвует в соревнованиях на первенство мира: зональный турнир ФИДЕ 1985 — 2—4-е места; межзональные турниры — 1985 (Железноводск) — 5—6-е места (с Н. Гаприндашвили) и 1987 (Тузла) — 8—9-е места.
Лучшие результаты в других международных соревнованиях: Белград и Быдгощ (1985) — 1-е; Бэйле-Еркулане (1986) — 1—3-е; Белград (1987) — 1—2-е; Алма-Ата (1987) — 5—6-е места.

## Примечательные партии
|   | a | b | c | d | e | f | g | h |   |
| - | --- | --- | --- | --- | --- | --- | --- | --- | - |
| 8 | b8 чёрная ладья · d8 чёрная ладья · g8 чёрный король · c7 чёрный конь · e7 чёрная пешка · h7 чёрная пешка · a6 чёрная пешка · b6 чёрный ферзь · f6 чёрная пешка · g6 чёрная пешка · a5 белая пешка · b5 чёрная пешка · d5 белая пешка · c4 чёрная пешка · e4 белый конь · h4 белый ферзь · h3 белая пешка · b2 белая пешка · c2 белая пешка · e2 белая ладья · f2 белая пешка · g2 белая пешка · d1 белая ладья · g1 белый король | b8 чёрная ладья · d8 чёрная ладья · g8 чёрный король · c7 чёрный конь · e7 чёрная пешка · h7 чёрная пешка · a6 чёрная пешка · b6 чёрный ферзь · f6 чёрная пешка · g6 чёрная пешка · a5 белая пешка · b5 чёрная пешка · d5 белая пешка · c4 чёрная пешка · e4 белый конь · h4 белый ферзь · h3 белая пешка · b2 белая пешка · c2 белая пешка · e2 белая ладья · f2 белая пешка · g2 белая пешка · d1 белая ладья · g1 белый король | b8 чёрная ладья · d8 чёрная ладья · g8 чёрный король · c7 чёрный конь · e7 чёрная пешка · h7 чёрная пешка · a6 чёрная пешка · b6 чёрный ферзь · f6 чёрная пешка · g6 чёрная пешка · a5 белая пешка · b5 чёрная пешка · d5 белая пешка · c4 чёрная пешка · e4 белый конь · h4 белый ферзь · h3 белая пешка · b2 белая пешка · c2 белая пешка · e2 белая ладья · f2 белая пешка · g2 белая пешка · d1 белая ладья · g1 белый король | b8 чёрная ладья · d8 чёрная ладья · g8 чёрный король · c7 чёрный конь · e7 чёрная пешка · h7 чёрная пешка · a6 чёрная пешка · b6 чёрный ферзь · f6 чёрная пешка · g6 чёрная пешка · a5 белая пешка · b5 чёрная пешка · d5 белая пешка · c4 чёрная пешка · e4 белый конь · h4 белый ферзь · h3 белая пешка · b2 белая пешка · c2 белая пешка · e2 белая ладья · f2 белая пешка · g2 белая пешка · d1 белая ладья · g1 белый король | b8 чёрная ладья · d8 чёрная ладья · g8 чёрный король · c7 чёрный конь · e7 чёрная пешка · h7 чёрная пешка · a6 чёрная пешка · b6 чёрный ферзь · f6 чёрная пешка · g6 чёрная пешка · a5 белая пешка · b5 чёрная пешка · d5 белая пешка · c4 чёрная пешка · e4 белый конь · h4 белый ферзь · h3 белая пешка · b2 белая пешка · c2 белая пешка · e2 белая ладья · f2 белая пешка · g2 белая пешка · d1 белая ладья · g1 белый король | b8 чёрная ладья · d8 чёрная ладья · g8 чёрный король · c7 чёрный конь · e7 чёрная пешка · h7 чёрная пешка · a6 чёрная пешка · b6 чёрный ферзь · f6 чёрная пешка · g6 чёрная пешка · a5 белая пешка · b5 чёрная пешка · d5 белая пешка · c4 чёрная пешка · e4 белый конь · h4 белый ферзь · h3 белая пешка · b2 белая пешка · c2 белая пешка · e2 белая ладья · f2 белая пешка · g2 белая пешка · d1 белая ладья · g1 белый король | b8 чёрная ладья · d8 чёрная ладья · g8 чёрный король · c7 чёрный конь · e7 чёрная пешка · h7 чёрная пешка · a6 чёрная пешка · b6 чёрный ферзь · f6 чёрная пешка · g6 чёрная пешка · a5 белая пешка · b5 чёрная пешка · d5 белая пешка · c4 чёрная пешка · e4 белый конь · h4 белый ферзь · h3 белая пешка · b2 белая пешка · c2 белая пешка · e2 белая ладья · f2 белая пешка · g2 белая пешка · d1 белая ладья · g1 белый король | b8 чёрная ладья · d8 чёрная ладья · g8 чёрный король · c7 чёрный конь · e7 чёрная пешка · h7 чёрная пешка · a6 чёрная пешка · b6 чёрный ферзь · f6 чёрная пешка · g6 чёрная пешка · a5 белая пешка · b5 чёрная пешка · d5 белая пешка · c4 чёрная пешка · e4 белый конь · h4 белый ферзь · h3 белая пешка · b2 белая пешка · c2 белая пешка · e2 белая ладья · f2 белая пешка · g2 белая пешка · d1 белая ладья · g1 белый король | 8 |
| 7 | b8 чёрная ладья · d8 чёрная ладья · g8 чёрный король · c7 чёрный конь · e7 чёрная пешка · h7 чёрная пешка · a6 чёрная пешка · b6 чёрный ферзь · f6 чёрная пешка · g6 чёрная пешка · a5 белая пешка · b5 чёрная пешка · d5 белая пешка · c4 чёрная пешка · e4 белый конь · h4 белый ферзь · h3 белая пешка · b2 белая пешка · c2 белая пешка · e2 белая ладья · f2 белая пешка · g2 белая пешка · d1 белая ладья · g1 белый король | b8 чёрная ладья · d8 чёрная ладья · g8 чёрный король · c7 чёрный конь · e7 чёрная пешка · h7 чёрная пешка · a6 чёрная пешка · b6 чёрный ферзь · f6 чёрная пешка · g6 чёрная пешка · a5 белая пешка · b5 чёрная пешка · d5 белая пешка · c4 чёрная пешка · e4 белый конь · h4 белый ферзь · h3 белая пешка · b2 белая пешка · c2 белая пешка · e2 белая ладья · f2 белая пешка · g2 белая пешка · d1 белая ладья · g1 белый король | b8 чёрная ладья · d8 чёрная ладья · g8 чёрный король · c7 чёрный конь · e7 чёрная пешка · h7 чёрная пешка · a6 чёрная пешка · b6 чёрный ферзь · f6 чёрная пешка · g6 чёрная пешка · a5 белая пешка · b5 чёрная пешка · d5 белая пешка · c4 чёрная пешка · e4 белый конь · h4 белый ферзь · h3 белая пешка · b2 белая пешка · c2 белая пешка · e2 белая ладья · f2 белая пешка · g2 белая пешка · d1 белая ладья · g1 белый король | b8 чёрная ладья · d8 чёрная ладья · g8 чёрный король · c7 чёрный конь · e7 чёрная пешка · h7 чёрная пешка · a6 чёрная пешка · b6 чёрный ферзь · f6 чёрная пешка · g6 чёрная пешка · a5 белая пешка · b5 чёрная пешка · d5 белая пешка · c4 чёрная пешка · e4 белый конь · h4 белый ферзь · h3 белая пешка · b2 белая пешка · c2 белая пешка · e2 белая ладья · f2 белая пешка · g2 белая пешка · d1 белая ладья · g1 белый король | b8 чёрная ладья · d8 чёрная ладья · g8 чёрный король · c7 чёрный конь · e7 чёрная пешка · h7 чёрная пешка · a6 чёрная пешка · b6 чёрный ферзь · f6 чёрная пешка · g6 чёрная пешка · a5 белая пешка · b5 чёрная пешка · d5 белая пешка · c4 чёрная пешка · e4 белый конь · h4 белый ферзь · h3 белая пешка · b2 белая пешка · c2 белая пешка · e2 белая ладья · f2 белая пешка · g2 белая пешка · d1 белая ладья · g1 белый король | b8 чёрная ладья · d8 чёрная ладья · g8 чёрный король · c7 чёрный конь · e7 чёрная пешка · h7 чёрная пешка · a6 чёрная пешка · b6 чёрный ферзь · f6 чёрная пешка · g6 чёрная пешка · a5 белая пешка · b5 чёрная пешка · d5 белая пешка · c4 чёрная пешка · e4 белый конь · h4 белый ферзь · h3 белая пешка · b2 белая пешка · c2 белая пешка · e2 белая ладья · f2 белая пешка · g2 белая пешка · d1 белая ладья · g1 белый король | b8 чёрная ладья · d8 чёрная ладья · g8 чёрный король · c7 чёрный конь · e7 чёрная пешка · h7 чёрная пешка · a6 чёрная пешка · b6 чёрный ферзь · f6 чёрная пешка · g6 чёрная пешка · a5 белая пешка · b5 чёрная пешка · d5 белая пешка · c4 чёрная пешка · e4 белый конь · h4 белый ферзь · h3 белая пешка · b2 белая пешка · c2 белая пешка · e2 белая ладья · f2 белая пешка · g2 белая пешка · d1 белая ладья · g1 белый король | b8 чёрная ладья · d8 чёрная ладья · g8 чёрный король · c7 чёрный конь · e7 чёрная пешка · h7 чёрная пешка · a6 чёрная пешка · b6 чёрный ферзь · f6 чёрная пешка · g6 чёрная пешка · a5 белая пешка · b5 чёрная пешка · d5 белая пешка · c4 чёрная пешка · e4 белый конь · h4 белый ферзь · h3 белая пешка · b2 белая пешка · c2 белая пешка · e2 белая ладья · f2 белая пешка · g2 белая пешка · d1 белая ладья · g1 белый король | 7 |
| 6 | b8 чёрная ладья · d8 чёрная ладья · g8 чёрный король · c7 чёрный конь · e7 чёрная пешка · h7 чёрная пешка · a6 чёрная пешка · b6 чёрный ферзь · f6 чёрная пешка · g6 чёрная пешка · a5 белая пешка · b5 чёрная пешка · d5 белая пешка · c4 чёрная пешка · e4 белый конь · h4 белый ферзь · h3 белая пешка · b2 белая пешка · c2 белая пешка · e2 белая ладья · f2 белая пешка · g2 белая пешка · d1 белая ладья · g1 белый король | b8 чёрная ладья · d8 чёрная ладья · g8 чёрный король · c7 чёрный конь · e7 чёрная пешка · h7 чёрная пешка · a6 чёрная пешка · b6 чёрный ферзь · f6 чёрная пешка · g6 чёрная пешка · a5 белая пешка · b5 чёрная пешка · d5 белая пешка · c4 чёрная пешка · e4 белый конь · h4 белый ферзь · h3 белая пешка · b2 белая пешка · c2 белая пешка · e2 белая ладья · f2 белая пешка · g2 белая пешка · d1 белая ладья · g1 белый король | b8 чёрная ладья · d8 чёрная ладья · g8 чёрный король · c7 чёрный конь · e7 чёрная пешка · h7 чёрная пешка · a6 чёрная пешка · b6 чёрный ферзь · f6 чёрная пешка · g6 чёрная пешка · a5 белая пешка · b5 чёрная пешка · d5 белая пешка · c4 чёрная пешка · e4 белый конь · h4 белый ферзь · h3 белая пешка · b2 белая пешка · c2 белая пешка · e2 белая ладья · f2 белая пешка · g2 белая пешка · d1 белая ладья · g1 белый король | b8 чёрная ладья · d8 чёрная ладья · g8 чёрный король · c7 чёрный конь · e7 чёрная пешка · h7 чёрная пешка · a6 чёрная пешка · b6 чёрный ферзь · f6 чёрная пешка · g6 чёрная пешка · a5 белая пешка · b5 чёрная пешка · d5 белая пешка · c4 чёрная пешка · e4 белый конь · h4 белый ферзь · h3 белая пешка · b2 белая пешка · c2 белая пешка · e2 белая ладья · f2 белая пешка · g2 белая пешка · d1 белая ладья · g1 белый король | b8 чёрная ладья · d8 чёрная ладья · g8 чёрный король · c7 чёрный конь · e7 чёрная пешка · h7 чёрная пешка · a6 чёрная пешка · b6 чёрный ферзь · f6 чёрная пешка · g6 чёрная пешка · a5 белая пешка · b5 чёрная пешка · d5 белая пешка · c4 чёрная пешка · e4 белый конь · h4 белый ферзь · h3 белая пешка · b2 белая пешка · c2 белая пешка · e2 белая ладья · f2 белая пешка · g2 белая пешка · d1 белая ладья · g1 белый король | b8 чёрная ладья · d8 чёрная ладья · g8 чёрный король · c7 чёрный конь · e7 чёрная пешка · h7 чёрная пешка · a6 чёрная пешка · b6 чёрный ферзь · f6 чёрная пешка · g6 чёрная пешка · a5 белая пешка · b5 чёрная пешка · d5 белая пешка · c4 чёрная пешка · e4 белый конь · h4 белый ферзь · h3 белая пешка · b2 белая пешка · c2 белая пешка · e2 белая ладья · f2 белая пешка · g2 белая пешка · d1 белая ладья · g1 белый король | b8 чёрная ладья · d8 чёрная ладья · g8 чёрный король · c7 чёрный конь · e7 чёрная пешка · h7 чёрная пешка · a6 чёрная пешка · b6 чёрный ферзь · f6 чёрная пешка · g6 чёрная пешка · a5 белая пешка · b5 чёрная пешка · d5 белая пешка · c4 чёрная пешка · e4 белый конь · h4 белый ферзь · h3 белая пешка · b2 белая пешка · c2 белая пешка · e2 белая ладья · f2 белая пешка · g2 белая пешка · d1 белая ладья · g1 белый король | b8 чёрная ладья · d8 чёрная ладья · g8 чёрный король · c7 чёрный конь · e7 чёрная пешка · h7 чёрная пешка · a6 чёрная пешка · b6 чёрный ферзь · f6 чёрная пешка · g6 чёрная пешка · a5 белая пешка · b5 чёрная пешка · d5 белая пешка · c4 чёрная пешка · e4 белый конь · h4 белый ферзь · h3 белая пешка · b2 белая пешка · c2 белая пешка · e2 белая ладья · f2 белая пешка · g2 белая пешка · d1 белая ладья · g1 белый король | 6 |
| 5 | b8 чёрная ладья · d8 чёрная ладья · g8 чёрный король · c7 чёрный конь · e7 чёрная пешка · h7 чёрная пешка · a6 чёрная пешка · b6 чёрный ферзь · f6 чёрная пешка · g6 чёрная пешка · a5 белая пешка · b5 чёрная пешка · d5 белая пешка · c4 чёрная пешка · e4 белый конь · h4 белый ферзь · h3 белая пешка · b2 белая пешка · c2 белая пешка · e2 белая ладья · f2 белая пешка · g2 белая пешка · d1 белая ладья · g1 белый король | b8 чёрная ладья · d8 чёрная ладья · g8 чёрный король · c7 чёрный конь · e7 чёрная пешка · h7 чёрная пешка · a6 чёрная пешка · b6 чёрный ферзь · f6 чёрная пешка · g6 чёрная пешка · a5 белая пешка · b5 чёрная пешка · d5 белая пешка · c4 чёрная пешка · e4 белый конь · h4 белый ферзь · h3 белая пешка · b2 белая пешка · c2 белая пешка · e2 белая ладья · f2 белая пешка · g2 белая пешка · d1 белая ладья · g1 белый король | b8 чёрная ладья · d8 чёрная ладья · g8 чёрный король · c7 чёрный конь · e7 чёрная пешка · h7 чёрная пешка · a6 чёрная пешка · b6 чёрный ферзь · f6 чёрная пешка · g6 чёрная пешка · a5 белая пешка · b5 чёрная пешка · d5 белая пешка · c4 чёрная пешка · e4 белый конь · h4 белый ферзь · h3 белая пешка · b2 белая пешка · c2 белая пешка · e2 белая ладья · f2 белая пешка · g2 белая пешка · d1 белая ладья · g1 белый король | b8 чёрная ладья · d8 чёрная ладья · g8 чёрный король · c7 чёрный конь · e7 чёрная пешка · h7 чёрная пешка · a6 чёрная пешка · b6 чёрный ферзь · f6 чёрная пешка · g6 чёрная пешка · a5 белая пешка · b5 чёрная пешка · d5 белая пешка · c4 чёрная пешка · e4 белый конь · h4 белый ферзь · h3 белая пешка · b2 белая пешка · c2 белая пешка · e2 белая ладья · f2 белая пешка · g2 белая пешка · d1 белая ладья · g1 белый король | b8 чёрная ладья · d8 чёрная ладья · g8 чёрный король · c7 чёрный конь · e7 чёрная пешка · h7 чёрная пешка · a6 чёрная пешка · b6 чёрный ферзь · f6 чёрная пешка · g6 чёрная пешка · a5 белая пешка · b5 чёрная пешка · d5 белая пешка · c4 чёрная пешка · e4 белый конь · h4 белый ферзь · h3 белая пешка · b2 белая пешка · c2 белая пешка · e2 белая ладья · f2 белая пешка · g2 белая пешка · d1 белая ладья · g1 белый король | b8 чёрная ладья · d8 чёрная ладья · g8 чёрный король · c7 чёрный конь · e7 чёрная пешка · h7 чёрная пешка · a6 чёрная пешка · b6 чёрный ферзь · f6 чёрная пешка · g6 чёрная пешка · a5 белая пешка · b5 чёрная пешка · d5 белая пешка · c4 чёрная пешка · e4 белый конь · h4 белый ферзь · h3 белая пешка · b2 белая пешка · c2 белая пешка · e2 белая ладья · f2 белая пешка · g2 белая пешка · d1 белая ладья · g1 белый король | b8 чёрная ладья · d8 чёрная ладья · g8 чёрный король · c7 чёрный конь · e7 чёрная пешка · h7 чёрная пешка · a6 чёрная пешка · b6 чёрный ферзь · f6 чёрная пешка · g6 чёрная пешка · a5 белая пешка · b5 чёрная пешка · d5 белая пешка · c4 чёрная пешка · e4 белый конь · h4 белый ферзь · h3 белая пешка · b2 белая пешка · c2 белая пешка · e2 белая ладья · f2 белая пешка · g2 белая пешка · d1 белая ладья · g1 белый король | b8 чёрная ладья · d8 чёрная ладья · g8 чёрный король · c7 чёрный конь · e7 чёрная пешка · h7 чёрная пешка · a6 чёрная пешка · b6 чёрный ферзь · f6 чёрная пешка · g6 чёрная пешка · a5 белая пешка · b5 чёрная пешка · d5 белая пешка · c4 чёрная пешка · e4 белый конь · h4 белый ферзь · h3 белая пешка · b2 белая пешка · c2 белая пешка · e2 белая ладья · f2 белая пешка · g2 белая пешка · d1 белая ладья · g1 белый король | 5 |
| 4 | b8 чёрная ладья · d8 чёрная ладья · g8 чёрный король · c7 чёрный конь · e7 чёрная пешка · h7 чёрная пешка · a6 чёрная пешка · b6 чёрный ферзь · f6 чёрная пешка · g6 чёрная пешка · a5 белая пешка · b5 чёрная пешка · d5 белая пешка · c4 чёрная пешка · e4 белый конь · h4 белый ферзь · h3 белая пешка · b2 белая пешка · c2 белая пешка · e2 белая ладья · f2 белая пешка · g2 белая пешка · d1 белая ладья · g1 белый король | b8 чёрная ладья · d8 чёрная ладья · g8 чёрный король · c7 чёрный конь · e7 чёрная пешка · h7 чёрная пешка · a6 чёрная пешка · b6 чёрный ферзь · f6 чёрная пешка · g6 чёрная пешка · a5 белая пешка · b5 чёрная пешка · d5 белая пешка · c4 чёрная пешка · e4 белый конь · h4 белый ферзь · h3 белая пешка · b2 белая пешка · c2 белая пешка · e2 белая ладья · f2 белая пешка · g2 белая пешка · d1 белая ладья · g1 белый король | b8 чёрная ладья · d8 чёрная ладья · g8 чёрный король · c7 чёрный конь · e7 чёрная пешка · h7 чёрная пешка · a6 чёрная пешка · b6 чёрный ферзь · f6 чёрная пешка · g6 чёрная пешка · a5 белая пешка · b5 чёрная пешка · d5 белая пешка · c4 чёрная пешка · e4 белый конь · h4 белый ферзь · h3 белая пешка · b2 белая пешка · c2 белая пешка · e2 белая ладья · f2 белая пешка · g2 белая пешка · d1 белая ладья · g1 белый король | b8 чёрная ладья · d8 чёрная ладья · g8 чёрный король · c7 чёрный конь · e7 чёрная пешка · h7 чёрная пешка · a6 чёрная пешка · b6 чёрный ферзь · f6 чёрная пешка · g6 чёрная пешка · a5 белая пешка · b5 чёрная пешка · d5 белая пешка · c4 чёрная пешка · e4 белый конь · h4 белый ферзь · h3 белая пешка · b2 белая пешка · c2 белая пешка · e2 белая ладья · f2 белая пешка · g2 белая пешка · d1 белая ладья · g1 белый король | b8 чёрная ладья · d8 чёрная ладья · g8 чёрный король · c7 чёрный конь · e7 чёрная пешка · h7 чёрная пешка · a6 чёрная пешка · b6 чёрный ферзь · f6 чёрная пешка · g6 чёрная пешка · a5 белая пешка · b5 чёрная пешка · d5 белая пешка · c4 чёрная пешка · e4 белый конь · h4 белый ферзь · h3 белая пешка · b2 белая пешка · c2 белая пешка · e2 белая ладья · f2 белая пешка · g2 белая пешка · d1 белая ладья · g1 белый король | b8 чёрная ладья · d8 чёрная ладья · g8 чёрный король · c7 чёрный конь · e7 чёрная пешка · h7 чёрная пешка · a6 чёрная пешка · b6 чёрный ферзь · f6 чёрная пешка · g6 чёрная пешка · a5 белая пешка · b5 чёрная пешка · d5 белая пешка · c4 чёрная пешка · e4 белый конь · h4 белый ферзь · h3 белая пешка · b2 белая пешка · c2 белая пешка · e2 белая ладья · f2 белая пешка · g2 белая пешка · d1 белая ладья · g1 белый король | b8 чёрная ладья · d8 чёрная ладья · g8 чёрный король · c7 чёрный конь · e7 чёрная пешка · h7 чёрная пешка · a6 чёрная пешка · b6 чёрный ферзь · f6 чёрная пешка · g6 чёрная пешка · a5 белая пешка · b5 чёрная пешка · d5 белая пешка · c4 чёрная пешка · e4 белый конь · h4 белый ферзь · h3 белая пешка · b2 белая пешка · c2 белая пешка · e2 белая ладья · f2 белая пешка · g2 белая пешка · d1 белая ладья · g1 белый король | b8 чёрная ладья · d8 чёрная ладья · g8 чёрный король · c7 чёрный конь · e7 чёрная пешка · h7 чёрная пешка · a6 чёрная пешка · b6 чёрный ферзь · f6 чёрная пешка · g6 чёрная пешка · a5 белая пешка · b5 чёрная пешка · d5 белая пешка · c4 чёрная пешка · e4 белый конь · h4 белый ферзь · h3 белая пешка · b2 белая пешка · c2 белая пешка · e2 белая ладья · f2 белая пешка · g2 белая пешка · d1 белая ладья · g1 белый король | 4 |
| 3 | b8 чёрная ладья · d8 чёрная ладья · g8 чёрный король · c7 чёрный конь · e7 чёрная пешка · h7 чёрная пешка · a6 чёрная пешка · b6 чёрный ферзь · f6 чёрная пешка · g6 чёрная пешка · a5 белая пешка · b5 чёрная пешка · d5 белая пешка · c4 чёрная пешка · e4 белый конь · h4 белый ферзь · h3 белая пешка · b2 белая пешка · c2 белая пешка · e2 белая ладья · f2 белая пешка · g2 белая пешка · d1 белая ладья · g1 белый король | b8 чёрная ладья · d8 чёрная ладья · g8 чёрный король · c7 чёрный конь · e7 чёрная пешка · h7 чёрная пешка · a6 чёрная пешка · b6 чёрный ферзь · f6 чёрная пешка · g6 чёрная пешка · a5 белая пешка · b5 чёрная пешка · d5 белая пешка · c4 чёрная пешка · e4 белый конь · h4 белый ферзь · h3 белая пешка · b2 белая пешка · c2 белая пешка · e2 белая ладья · f2 белая пешка · g2 белая пешка · d1 белая ладья · g1 белый король | b8 чёрная ладья · d8 чёрная ладья · g8 чёрный король · c7 чёрный конь · e7 чёрная пешка · h7 чёрная пешка · a6 чёрная пешка · b6 чёрный ферзь · f6 чёрная пешка · g6 чёрная пешка · a5 белая пешка · b5 чёрная пешка · d5 белая пешка · c4 чёрная пешка · e4 белый конь · h4 белый ферзь · h3 белая пешка · b2 белая пешка · c2 белая пешка · e2 белая ладья · f2 белая пешка · g2 белая пешка · d1 белая ладья · g1 белый король | b8 чёрная ладья · d8 чёрная ладья · g8 чёрный король · c7 чёрный конь · e7 чёрная пешка · h7 чёрная пешка · a6 чёрная пешка · b6 чёрный ферзь · f6 чёрная пешка · g6 чёрная пешка · a5 белая пешка · b5 чёрная пешка · d5 белая пешка · c4 чёрная пешка · e4 белый конь · h4 белый ферзь · h3 белая пешка · b2 белая пешка · c2 белая пешка · e2 белая ладья · f2 белая пешка · g2 белая пешка · d1 белая ладья · g1 белый король | b8 чёрная ладья · d8 чёрная ладья · g8 чёрный король · c7 чёрный конь · e7 чёрная пешка · h7 чёрная пешка · a6 чёрная пешка · b6 чёрный ферзь · f6 чёрная пешка · g6 чёрная пешка · a5 белая пешка · b5 чёрная пешка · d5 белая пешка · c4 чёрная пешка · e4 белый конь · h4 белый ферзь · h3 белая пешка · b2 белая пешка · c2 белая пешка · e2 белая ладья · f2 белая пешка · g2 белая пешка · d1 белая ладья · g1 белый король | b8 чёрная ладья · d8 чёрная ладья · g8 чёрный король · c7 чёрный конь · e7 чёрная пешка · h7 чёрная пешка · a6 чёрная пешка · b6 чёрный ферзь · f6 чёрная пешка · g6 чёрная пешка · a5 белая пешка · b5 чёрная пешка · d5 белая пешка · c4 чёрная пешка · e4 белый конь · h4 белый ферзь · h3 белая пешка · b2 белая пешка · c2 белая пешка · e2 белая ладья · f2 белая пешка · g2 белая пешка · d1 белая ладья · g1 белый король | b8 чёрная ладья · d8 чёрная ладья · g8 чёрный король · c7 чёрный конь · e7 чёрная пешка · h7 чёрная пешка · a6 чёрная пешка · b6 чёрный ферзь · f6 чёрная пешка · g6 чёрная пешка · a5 белая пешка · b5 чёрная пешка · d5 белая пешка · c4 чёрная пешка · e4 белый конь · h4 белый ферзь · h3 белая пешка · b2 белая пешка · c2 белая пешка · e2 белая ладья · f2 белая пешка · g2 белая пешка · d1 белая ладья · g1 белый король | b8 чёрная ладья · d8 чёрная ладья · g8 чёрный король · c7 чёрный конь · e7 чёрная пешка · h7 чёрная пешка · a6 чёрная пешка · b6 чёрный ферзь · f6 чёрная пешка · g6 чёрная пешка · a5 белая пешка · b5 чёрная пешка · d5 белая пешка · c4 чёрная пешка · e4 белый конь · h4 белый ферзь · h3 белая пешка · b2 белая пешка · c2 белая пешка · e2 белая ладья · f2 белая пешка · g2 белая пешка · d1 белая ладья · g1 белый король | 3 |
| 2 | b8 чёрная ладья · d8 чёрная ладья · g8 чёрный король · c7 чёрный конь · e7 чёрная пешка · h7 чёрная пешка · a6 чёрная пешка · b6 чёрный ферзь · f6 чёрная пешка · g6 чёрная пешка · a5 белая пешка · b5 чёрная пешка · d5 белая пешка · c4 чёрная пешка · e4 белый конь · h4 белый ферзь · h3 белая пешка · b2 белая пешка · c2 белая пешка · e2 белая ладья · f2 белая пешка · g2 белая пешка · d1 белая ладья · g1 белый король | b8 чёрная ладья · d8 чёрная ладья · g8 чёрный король · c7 чёрный конь · e7 чёрная пешка · h7 чёрная пешка · a6 чёрная пешка · b6 чёрный ферзь · f6 чёрная пешка · g6 чёрная пешка · a5 белая пешка · b5 чёрная пешка · d5 белая пешка · c4 чёрная пешка · e4 белый конь · h4 белый ферзь · h3 белая пешка · b2 белая пешка · c2 белая пешка · e2 белая ладья · f2 белая пешка · g2 белая пешка · d1 белая ладья · g1 белый король | b8 чёрная ладья · d8 чёрная ладья · g8 чёрный король · c7 чёрный конь · e7 чёрная пешка · h7 чёрная пешка · a6 чёрная пешка · b6 чёрный ферзь · f6 чёрная пешка · g6 чёрная пешка · a5 белая пешка · b5 чёрная пешка · d5 белая пешка · c4 чёрная пешка · e4 белый конь · h4 белый ферзь · h3 белая пешка · b2 белая пешка · c2 белая пешка · e2 белая ладья · f2 белая пешка · g2 белая пешка · d1 белая ладья · g1 белый король | b8 чёрная ладья · d8 чёрная ладья · g8 чёрный король · c7 чёрный конь · e7 чёрная пешка · h7 чёрная пешка · a6 чёрная пешка · b6 чёрный ферзь · f6 чёрная пешка · g6 чёрная пешка · a5 белая пешка · b5 чёрная пешка · d5 белая пешка · c4 чёрная пешка · e4 белый конь · h4 белый ферзь · h3 белая пешка · b2 белая пешка · c2 белая пешка · e2 белая ладья · f2 белая пешка · g2 белая пешка · d1 белая ладья · g1 белый король | b8 чёрная ладья · d8 чёрная ладья · g8 чёрный король · c7 чёрный конь · e7 чёрная пешка · h7 чёрная пешка · a6 чёрная пешка · b6 чёрный ферзь · f6 чёрная пешка · g6 чёрная пешка · a5 белая пешка · b5 чёрная пешка · d5 белая пешка · c4 чёрная пешка · e4 белый конь · h4 белый ферзь · h3 белая пешка · b2 белая пешка · c2 белая пешка · e2 белая ладья · f2 белая пешка · g2 белая пешка · d1 белая ладья · g1 белый король | b8 чёрная ладья · d8 чёрная ладья · g8 чёрный король · c7 чёрный конь · e7 чёрная пешка · h7 чёрная пешка · a6 чёрная пешка · b6 чёрный ферзь · f6 чёрная пешка · g6 чёрная пешка · a5 белая пешка · b5 чёрная пешка · d5 белая пешка · c4 чёрная пешка · e4 белый конь · h4 белый ферзь · h3 белая пешка · b2 белая пешка · c2 белая пешка · e2 белая ладья · f2 белая пешка · g2 белая пешка · d1 белая ладья · g1 белый король | b8 чёрная ладья · d8 чёрная ладья · g8 чёрный король · c7 чёрный конь · e7 чёрная пешка · h7 чёрная пешка · a6 чёрная пешка · b6 чёрный ферзь · f6 чёрная пешка · g6 чёрная пешка · a5 белая пешка · b5 чёрная пешка · d5 белая пешка · c4 чёрная пешка · e4 белый конь · h4 белый ферзь · h3 белая пешка · b2 белая пешка · c2 белая пешка · e2 белая ладья · f2 белая пешка · g2 белая пешка · d1 белая ладья · g1 белый король | b8 чёрная ладья · d8 чёрная ладья · g8 чёрный король · c7 чёрный конь · e7 чёрная пешка · h7 чёрная пешка · a6 чёрная пешка · b6 чёрный ферзь · f6 чёрная пешка · g6 чёрная пешка · a5 белая пешка · b5 чёрная пешка · d5 белая пешка · c4 чёрная пешка · e4 белый конь · h4 белый ферзь · h3 белая пешка · b2 белая пешка · c2 белая пешка · e2 белая ладья · f2 белая пешка · g2 белая пешка · d1 белая ладья · g1 белый король | 2 |
| 1 | b8 чёрная ладья · d8 чёрная ладья · g8 чёрный король · c7 чёрный конь · e7 чёрная пешка · h7 чёрная пешка · a6 чёрная пешка · b6 чёрный ферзь · f6 чёрная пешка · g6 чёрная пешка · a5 белая пешка · b5 чёрная пешка · d5 белая пешка · c4 чёрная пешка · e4 белый конь · h4 белый ферзь · h3 белая пешка · b2 белая пешка · c2 белая пешка · e2 белая ладья · f2 белая пешка · g2 белая пешка · d1 белая ладья · g1 белый король | b8 чёрная ладья · d8 чёрная ладья · g8 чёрный король · c7 чёрный конь · e7 чёрная пешка · h7 чёрная пешка · a6 чёрная пешка · b6 чёрный ферзь · f6 чёрная пешка · g6 чёрная пешка · a5 белая пешка · b5 чёрная пешка · d5 белая пешка · c4 чёрная пешка · e4 белый конь · h4 белый ферзь · h3 белая пешка · b2 белая пешка · c2 белая пешка · e2 белая ладья · f2 белая пешка · g2 белая пешка · d1 белая ладья · g1 белый король | b8 чёрная ладья · d8 чёрная ладья · g8 чёрный король · c7 чёрный конь · e7 чёрная пешка · h7 чёрная пешка · a6 чёрная пешка · b6 чёрный ферзь · f6 чёрная пешка · g6 чёрная пешка · a5 белая пешка · b5 чёрная пешка · d5 белая пешка · c4 чёрная пешка · e4 белый конь · h4 белый ферзь · h3 белая пешка · b2 белая пешка · c2 белая пешка · e2 белая ладья · f2 белая пешка · g2 белая пешка · d1 белая ладья · g1 белый король | b8 чёрная ладья · d8 чёрная ладья · g8 чёрный король · c7 чёрный конь · e7 чёрная пешка · h7 чёрная пешка · a6 чёрная пешка · b6 чёрный ферзь · f6 чёрная пешка · g6 чёрная пешка · a5 белая пешка · b5 чёрная пешка · d5 белая пешка · c4 чёрная пешка · e4 белый конь · h4 белый ферзь · h3 белая пешка · b2 белая пешка · c2 белая пешка · e2 белая ладья · f2 белая пешка · g2 белая пешка · d1 белая ладья · g1 белый король | b8 чёрная ладья · d8 чёрная ладья · g8 чёрный король · c7 чёрный конь · e7 чёрная пешка · h7 чёрная пешка · a6 чёрная пешка · b6 чёрный ферзь · f6 чёрная пешка · g6 чёрная пешка · a5 белая пешка · b5 чёрная пешка · d5 белая пешка · c4 чёрная пешка · e4 белый конь · h4 белый ферзь · h3 белая пешка · b2 белая пешка · c2 белая пешка · e2 белая ладья · f2 белая пешка · g2 белая пешка · d1 белая ладья · g1 белый король | b8 чёрная ладья · d8 чёрная ладья · g8 чёрный король · c7 чёрный конь · e7 чёрная пешка · h7 чёрная пешка · a6 чёрная пешка · b6 чёрный ферзь · f6 чёрная пешка · g6 чёрная пешка · a5 белая пешка · b5 чёрная пешка · d5 белая пешка · c4 чёрная пешка · e4 белый конь · h4 белый ферзь · h3 белая пешка · b2 белая пешка · c2 белая пешка · e2 белая ладья · f2 белая пешка · g2 белая пешка · d1 белая ладья · g1 белый король | b8 чёрная ладья · d8 чёрная ладья · g8 чёрный король · c7 чёрный конь · e7 чёрная пешка · h7 чёрная пешка · a6 чёрная пешка · b6 чёрный ферзь · f6 чёрная пешка · g6 чёрная пешка · a5 белая пешка · b5 чёрная пешка · d5 белая пешка · c4 чёрная пешка · e4 белый конь · h4 белый ферзь · h3 белая пешка · b2 белая пешка · c2 белая пешка · e2 белая ладья · f2 белая пешка · g2 белая пешка · d1 белая ладья · g1 белый король | b8 чёрная ладья · d8 чёрная ладья · g8 чёрный король · c7 чёрный конь · e7 чёрная пешка · h7 чёрная пешка · a6 чёрная пешка · b6 чёрный ферзь · f6 чёрная пешка · g6 чёрная пешка · a5 белая пешка · b5 чёрная пешка · d5 белая пешка · c4 чёрная пешка · e4 белый конь · h4 белый ферзь · h3 белая пешка · b2 белая пешка · c2 белая пешка · e2 белая ладья · f2 белая пешка · g2 белая пешка · d1 белая ладья · g1 белый король | 1 |
|   | a | b | c | d | e | f | g | h |   |

С. Матвеева — Г. Маркович (Белград, 1985) 

1.d4 Kf6 2.Kf3 c5 3.d5 g6 4.Кс3 d6 5.e4 Cg7 6.Cb5+ Cd7 7.a4 0—0 8.h3 Ka6 9.0—0 Kc7 10.Фd3 а6 11.С:d7 К:d7 12.Cf4 Лb8 13.Лfe1 Ле8 14.Лad1 b5 15.e5 de 16.К:е5 К:e5 17.С:е5 С:e5 18.Л:e5 Фd6 19.Ле2 с4 20.Фd4 Фb6 21.Фh4 f6 22.Ke4 Лed8 23.a5 (См. диаграмму) 23. … Ф:a5 24.К:f6+, 1 : 0.

## Изменения рейтинга
| Графики недоступны из-за технических проблем. См. информацию на Фабрикаторе и на mediawiki.org. |